# طوني مونتانا
أنتونيو «توني» مونتانا (بالإنجليزية: Antonio "Tony" Montana)‏ شخصية مثلها آل باتشينو في فيلم الوجه ذو الندبة (بالإنجليزية: Scarface)‏.
توني مونتانا كوبي الجنسية هاجر إلى الولايات المتحدة إثر طرده من كوبا أثناء ثورة فيدل كاسترو وتعد شخصية توني مونتانا من أشهر الشخصيات التي ظهرت في السينما على مر العصور. في العام 2008 وضعت مجلة إمباير البريطانية شخصية طوني مونتانا في المركز 27 ضمن أعظم الشخصيات في تاريخ السينما.